# Sillus ravus
Sillus ravus là một loài nhện trong họ Anyphaenidae.
Loài này thuộc chi Sillus. Sillus ravus được Arthur Merton Chickering miêu tả năm 1940.